# Vila Algarve
Vila Algarve – rezydencja w Maputo. Znajduje się na skrzyżowaniu Av. Mártires da Machava i Av. Ahmed Sekou. Powstała w pierwszej połowie XX w. Budynek dwukondygnacyjny. Na parterze znajduje się ganek z dwuspadowym dachem. Została zaprojektowana jako budynek mieszkalny. 

## Historia
Został zbudowany w 1934 roku. W 1950 roku rozpoczęto przebudowę budynku. W 2008 Izba Adwokacka Mozambiku ogłosiła plany renowacji i przekształcenia budynku na własną siedzibę. Jednak w lutym 2011 ogłoszono, że w Vila Algarve powstanie przyszłe Muzeum Walki Wyzwoleńczej. 